# 億なつき
億 なつき（おく なつき、1988年8月18日 - ）は、日本の女優。兵庫県出身。劇団子供鉅人所属。

## 人物
2011年に劇団子供鉅人に所属。

## 出演

### 舞台
- 劇団しようよ（2011年）
- 202（2024年）[2]

### テレビドラマ
- 終電バイバイ 第8夜（2013年3月4日、TBS） - 劇団のファン 役
- 結婚相手は抽選で 第2・4・7話（2018年10月14日・27日・11月17日、東海テレビ・フジテレビ系） - 嵐望の2人目の見合い相手 役
- 極主夫道 第2話（2020年10月18日、日本テレビ） - 主婦・平川 役

### 映画
- ライチ光クラブ（2015年）
- 明けまして、おめでたい人（2024年）[3]

### 再現VTR
- 痛快TV スカッとジャパン（2018年 - 、不定期出演、「ショートスカッと」）

### CM
- 神戸流通科学大学（2014年）
- 株式会社システナ（2015年）